# Maletův státní převrat

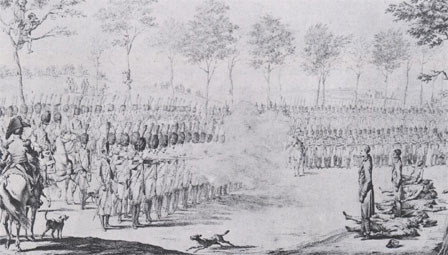
Poprava spiklenců 29. října 1812

Maletův státní převrat (francouzsky Coup d'État de Malet) byl neúspěšný pokus o svržení císaře Napoleona I., ke kterému došlo 23. října 1812 v Paříži.

## Přípravy
Generál Claude François de Malet byl republikánského smýšlení a zaujímal protinapoleonský postoj, takže byl v roce 1807 suspendován, později zatčen a v letech 1808–1812 vězněn. Během Napoleonova ruského tažení roku 1812 nabyl přesvědčení, že nadešel čas ke svržení císaře. Připravil zfalšované dekrety k předání do Senátu. Na základě těchto dekretů měla být císařská vláda zrušena a nahrazena prozatímní vládou. Generál Malet, údajně pověřený vojenským velením Paříže, byl odpovědný vykonání tohoto rozkazu.
Tuto prozatímní vládu tvořili ministr Mathieu de Montmorency-Laval, Louis Joseph Alexis de Noailles, generál Jean-Victor Moreau, generál Lazare Carnot, maršál Charles Pierre François Augereau, Jean Adrien Bigonnet, prefekt Nicolas Frochot, Florent-Guiot, Antoine Destutt de Tracy, Malet, viceadmirál Laurent Truguet, senátor Constantin François Volney a senátor Dominique Joseph Garat.
Malet připravil pokyny pro všechny muže, kteří se měli stát jeho komplici, aniž by to tušili. Tyto přípravné práce byly rozsáhlé, protože každému aktérovi bylo nutné dát kromě jeho konkrétních pokynů také kopii senátního dekretu. Když bylo vše připraveno, zásilka byla uzavřena, zapečetěna, očíslována a předána španělskému knězi, který bydlel v Rue Saint-Gilles poblíž kasáren 10. legie.

## Průběh
Maletovi se podařilo uprchnout 23. října 1812 kolem třetí hodiny ranní. Oblečen v uniformě brigádního generála, aby získal důvěru, odešel do Rue Pasteur do kasáren Popincourt pařížské gardy, kde sídlila 10. legie Národní gardy. Malet zde předal jejímu veliteli, plukovníku Gabrielu Soulierovi, falešné senátní dekrety oznamující Napoleonovu smrt v Rusku dne 7. října. Zde dostal několik vojáků jako doprovod a odešel do věznice Force, kde nařídil propuštění generálů Victora Fanneau de La Horie a Maximina Josepha Emmanuela Guidala.
Kolem sedmé hodiny ranní vstoupili La Horie a Guidal bez potíží na ministerstvo policie, kde překvapili ministra Savaryho, který právě vstal. Guidal byl připraven Savaryho zabít, kvůli jeho uvěznění, ale La Horie zasáhl. Ministr a jeho spolupracovníci Étienne-Denis Pasquier (policejní prefekt) a Desmarets byli odvedeni Guidalem do věznice Force a La Horie se zmocnil ministerstva policie. Třetí skupina povstalců obsadila pařížskou radnici a jednotky zaujaly pozice na Place de Grève před radnicí.
Ve stejnou dobu Malet vstoupil do domu generála Pierra Augustina Hulina, pařížského posádkového velitele, aby ho zbavil funkcí. Oznámil mu smrt císaře a zřízení prozatímní vlády. Malet doposud jednal pouze s důvěřivými vojáky a úředníky, ale mnohem obtížnější bylo přesvědčit zkušeného Hulina. Malet předtím poslal rozkaz, aby se plukovník Jean François Rabbe shromáždil se svými vojáky před velitelstvím pařížské gardy, nedaleko Hulinova osobního sídla na Place Vendôme.
Téhož rána plukovník Pierre Doucet obdržel dopis, v němž byl informován o svém povýšení do hodnosti brigádního generála po Napoleonově smrti. Plukovník však věděl, že císař napsal Clarkovi a Hulinovi po 7. říjnu, údajném datu jeho smrti. Když Malet vstoupil do Doucetovy kanceláře, spiklence chytil a spoutal. 10. kohorta národní gardy dostala rozkaz vrátit se do kasáren.
Plukovníci Laborde a Doucet poté zatkli La Horie na ministerstvu policie. Ostatní spiklenci byli rychle odstaveni z cesty. V ulicích byly vylepeny plakáty, které informovali obyvatelstvo o nezdaru převratu a ujišťovali, že Napoleon je stále naživu.

## Proces a poprava kompliců
Spiklenci stanuli před vojenským tribunálem v čele s generálem Clarkem. Clarke byl odhodlán převrat tvrdě potrestat a 24. října, čtyři dny před soudem, požádal císařskou gardu, aby mu poskytla několik mužů k vytvoření popravčí čety. Malet, Lahorie a Guidal byli zastřeleni na pláni Grenelle 29. října 1812. Ostatní, včetně plukovníka Souliera, kteří byli považováni za dostatečně zapletení do spiknutí, byli popraveni o dva dny později. Spolu s nimi bylo odsouzeno několik důstojníků. Malet a jeho 10 kompliců bylo pohřbeno na hřbitově Saint-Catherine.

## Účastníci spiknutí
- Hilaire Beaumont: odsouzen k smrti a zastřelen
- Joseph Louis de Boccheciampe: odsouzen k smrti a zastřelen
- Pierre Borderieux: odsouzen k smrti a zastřelen
- Jean Baptiste Caumette: osvobozen
- Jean Henri Caron: osvobozen
- Brigádní generál Victor Fanneau de La Horie: odsouzen k smrti a zastřelen
- Louis Charles Fessart
- Jean Charles François Godard: osvobozen
- Gomont: osvobozen
- Brigádní generál Maximin-Joseph Emmanuel Guidal: odsouzen k smrti a zastřelen
- Jean Joseph Julien: osvobozen
- Joachim Alexandre Lebis: osvobozen
- Louis Joseph Lefèbvre: odsouzen k smrti a zastřelen
- Pierre Charles Limozin: osvobozen
- Brigádní generál Claude François de Malet: odsouzen k smrti a zastřelen
- Antoine Piquerel: odsouzen k smrti a zastřelen
- Amable Aimé Provost: osvobozen
- Jean François Rabbe: odsouzen k smrti
- Jean-Auguste Rateau: odsouzen k smrti a zastřelen
- Louis Marie Régnier: odsouzen k smrti a zastřelen
- Georges Rouff: osvobozen
- Gabriel Soulier: odsouzen k smrti a zastřelen
- Nicolas Josué Steenhouver: odsouzen k smrti a zastřelen
- Joseph Antoine Viallevieilhe: osvobozen